# Palacio de Justicia del Condado de Marion
El Palacio de Justicia del Condado de Marion en Knoxville, Iowa, Estados Unidos, fue construido en 1896. Fue incluido en el Registro Nacional de Lugares Históricos en 1981 como parte de los Palacios de Justicia del Condado en Iowa Thematic Resource. El palacio de justicia es el tercer edificio que el condado ha utilizado para las funciones judiciales y la administración del condado.

## Historia

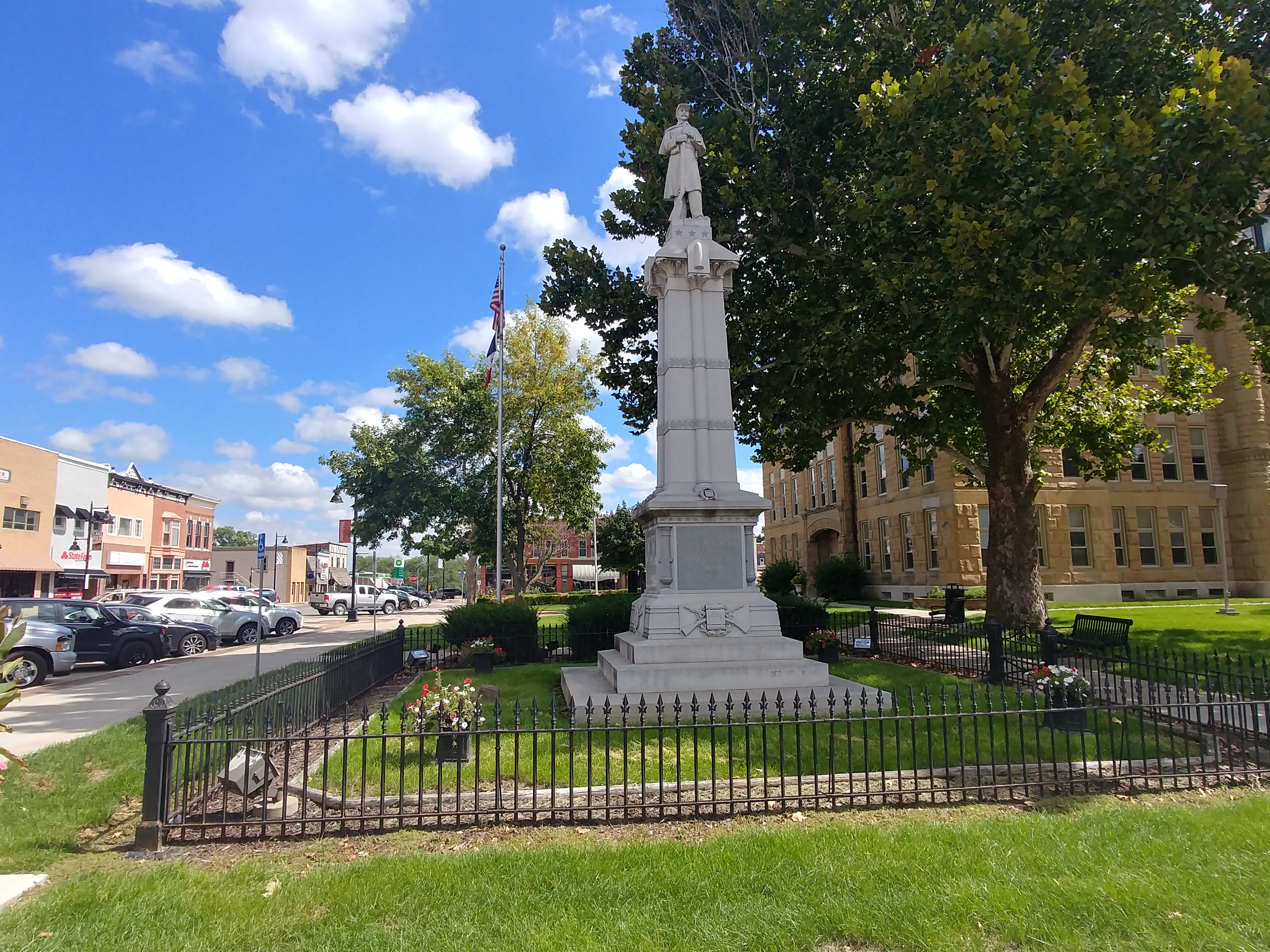
Monumento militar en la plaza del juzgado.

El condado de Marion se organizó en 1845 y su primer juzgado se construyó un año después. Era un edificio de armazón que se construyó por $700. También sirvió a la comunidad como escuela e iglesia. Después de 12 años, el condado vendió el edificio por $928 y el segundo palacio de justicia se construyó en 1857 por alrededor de $20,000. Era una estructura de ladrillo de dos pisos que medía 48 x 70 pies (14,6 x 21,3 m). Se encontraba en el centro de la plaza pública y albergaba oficinas del condado en el primer piso y una sala de audiencias en el segundo piso. El segundo palacio de justicia se utilizó durante 40 años hasta que se declaró inseguro para su uso. El palacio de justicia actual fue diseñado por Mifflin E. Bell en estilo renacentista románico. Se completó en 1896 a un costo de $ 80,000. La importancia del palacio de justicia se deriva de su asociación con el gobierno del condado y el poder político y el prestigio de Knoxville como sede del condado.
Un monumento que fue "erigido en memoria de los soldados, marineros e infantes de marina de todas las guerras" se construyó en la esquina noroeste de la plaza del palacio de justicia y se inauguró el 11 de noviembre de 1920. Los 25 pie (7,6 m) El fuste de granito está rematado con Soldado de la Unión de la Guerra Civil . Se encuentra donde 40 soldados se alistaron bajo un árbol el 4 de febrero de 1863. También hay un caso en el juzgado que contiene artefactos de la Guerra Civil. Hay otro monumento en la plaza a Dixie Cornell Gebhardt, residente de Knoxville, quien diseñó la bandera del estado de Iowa.

## Arquitectura
La estructura de tres pisos es una versión simplificada del estilo románico richardsoniano. El exterior está compuesto de piedra arenisca. El pabellón central cuenta con torreones en las esquinas y mampostería estampada. La entrada principal está empotrada en el pabellón detrás de triples arcos bynianos que están sostenidos por columnas de granito. El edificio en general está cubierto con un techo a dos aguas, pero los dos pabellones de los extremos están cubiertos con un techo a cuatro aguas . Las buhardillas de piedra se alinean en los bordes de la línea del techo. La estructura está coronada por una gran torre central con un campanario abierto, un reloj de cuatro caras y una aguja en forma de octágono. Una de las torretas de las esquinas de la torre se dobla como una chimenea.